# Olde English 800

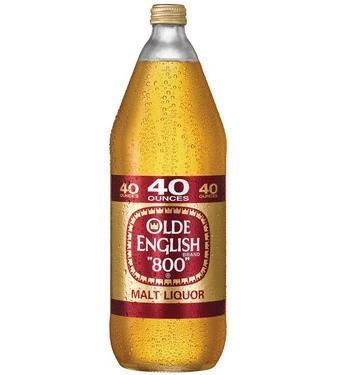
Imagem da Old English 800 em garrafa.

Olde English 800 (simplesmente chamada de OE) é uma cerveja estadunidense de alto teor alcoólico. A cerveja é fabricada pela Miller Brewing Company, e se enquadra como sendo uma "Malt Liquor" (nos Estados Unidos, as cervejas de alto teor alcoólico recebem esse nome). Essa cerveja está disponível em diversos tamanhos, mas, geralmente, são vendidas em garrafas de 1.183 litros (ou "Forty Ounce").

## Teor Alcoólico
O teor alcoólico da Olde English 800 varia por região, geralmente por obedecer as leis locais. O teor alcoólico no leste dos Estados Unidos é de 5.9% do volume. Na parte ocidental dos Estados Unidos, o teor alcoólico é de 7.5% do volume. No Canadá, onde a cerveja também é vendida, o seu teor alcoólico chega a alcançar 8% do volume. Em Oklahoma, há uma versão da cerveja cujo teor alcoólico é de 4.2% do volume. Já em algumas regiões da Europa, essa cerveja chega a ser vendida com teor alcoólico de 6.1% do volume.

## Prêmios
No decorrer dos anos, a Olde English 800 acabou ganhando diversos prêmios. Em 1991, 1992, 1994 e 1995, ela foi premiada com uma Medalha de Ouro na categoria de "American Malt Liquor" (Cervejas Estadunidenses de Alto Teor Alcoólico) no Great American Beer Festival (GABF).
Em 1997, a cerveja ganhou Medalha de Ouro na categoria de "American Style Specialty Lager" e, em 2006, ganhou Medalha de Bronze na categoria de "American Style Specialty Lager".